# Espacio ultrabarrilado
En análisis funcional y en otras áreas relacionadas de las matemáticas, un espacio ultrabarrilado es un espacio vectorial topológico (EVT) para el que cada conjunto ultrabarrilado es un entorno del origen.

## Definición
Un subconjunto {\displaystyle B_{0}} de un EVT {\displaystyle X} se denomina 'ultrabarrilado si es un subconjunto cerrado y equilibrado de {\displaystyle X} y si existe una secuencia {\displaystyle \left(B_{i}\right)_{i=1}^{\infty }} de subconjuntos cerrados equilibrados y absorbentes de {\displaystyle X} tal que {\displaystyle B_{i+1}+B_{i+1}\subseteq B_{i}} para todos los {\displaystyle i=0,1,\ldots .}
En este caso, {\displaystyle \left(B_{i}\right)_{i=1}^{\infty }} se denomina secuencia definitoria de {\displaystyle B_{0}.}
Un EVT {\displaystyle X} se llama ultrabarrilado si cada conjunto ultrabarrilado en {\displaystyle X} es un entorno del origen.

## Propiedades
Un espacio ultrabarrilado localmente convexo es un espacio barrilado.
Cada espacio ultrabarrilado es un espacio cuasi ultrabarrilado.

## Ejemplos y condiciones suficientes
Los EVT completos y metrizables son ultrabarrilados.
Si {\displaystyle X} es un EVT completo localmente acotado y no localmente convexo; y si {\displaystyle B_{0}} es una entorno acotado del origen equilibrado y cerrado, entonces {\displaystyle B_{0}} es un conjunto ultrabarrilado que no es convexo y tiene una secuencia definitoria que consta de conjuntos no convexos.

### Contraejemplos
Existen espacios barrilados que no tienen conjuntos ultrabarrilados.
Existen EVTs que son completos y metrizables (y, por lo tanto, ultrabarrilados), pero no son barrilados.